# Nokia N97
Nokia N97 — смартфон від Nokia, анонсований 2 грудня 2008 року та надішов у продаж 9 червня 2009 року.  Це другий смартфон від Nokia з сенсорним екраном (першим був Nokia 5800 XpressMusic) на основі платформи Nokia S60.